# Horní Maxov
Horní Maxov (německy Ober Maxdorf) je vesnice, část města Lučany nad Nisou v okrese Jablonec nad Nisou. Nachází se asi 2 km severozápadně od Lučan nad Nisou. Je zde evidováno 157 adres. Trvale zde žije 138 obyvatel. Leží mezi Maxovským hřebenem a kopci Bramberk (787 m n. m.) a Krásný (797 m n. m.). Nejvyšším bodem Horního Maxova je vrch Slovanka (819 m n. m.), který je součástí Maxovského hřebene.
Horní Maxov je také název katastrálního území o rozloze 2,64 km².

## Historie

### Založení Maxova a jeho první obyvatelé

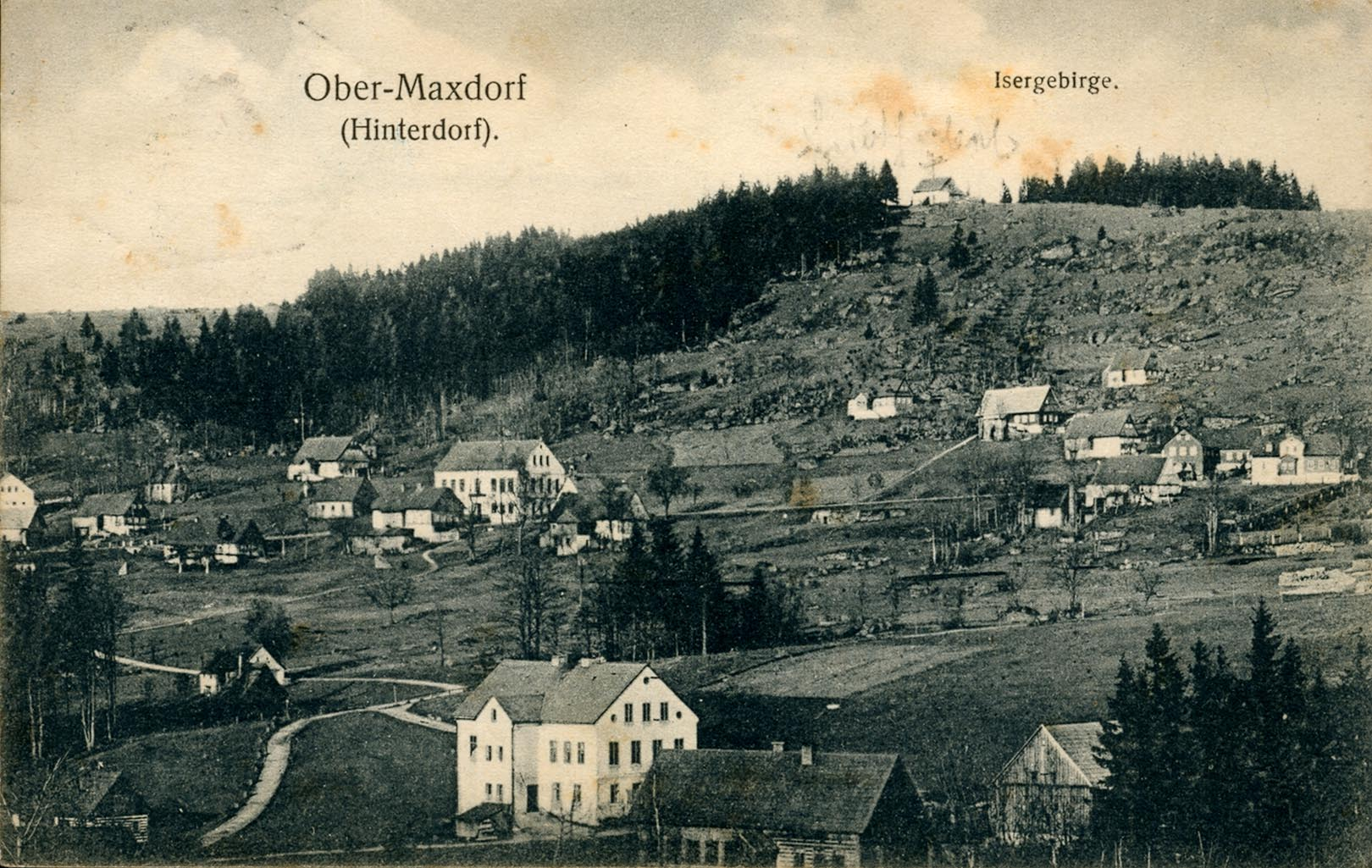
První obyvatelé

Hrabě Albrecht Maxmilián Desfours projevil zájem založit novou obec na jižním předhůří Jizerských hor již kolem roku 1670, avšak první osadníci se tady usadili až v roce 1680. Dali přednost k jihu ukloněnému svahu mezi dvěma lesnatými hřebeny. Byl přece jen z hlediska hospodaření položen výhodněji než strmé severovýchodní stráně spadající do údolí Kamenice. Jak bylo tehdy obvyklé, vrchnostenští úředníci pojmenovali obec po hraběti. Nazývala se nejprve Maximiliandorf, avšak z poněkud nepohodlného názvu obce se brzy vyvinulo jednodušší pojmenovaní Maxdorf, z čehož mnohem později vznikl dnes známý Maxov. Dle tradičního podání byl prvním zdejším obyvatelem Christian Seibt, který si postavil svoji chalupu poměrně vysoko na úpatí kopce později zvaného Seibthübel. Příjmení Seibt bylo v tomto kraji do roku 1945 značně rozšířené a dle některého ze Seibtů byl pojmenovaný i zmíněný vrch, dnešní Slovanka. První lidé sem přicházeli z okolních obcí a sotva lze pochybovat o tom, ze byli německé národnosti. Svědčí o tom dostatečně nejstarší příjmení. Přestože postupem času došlo k určitému prolnutí s českým obyvatelstvem z vnitrozemí, národnostní charakter Maxova zůstal až do roku 1945 německý.

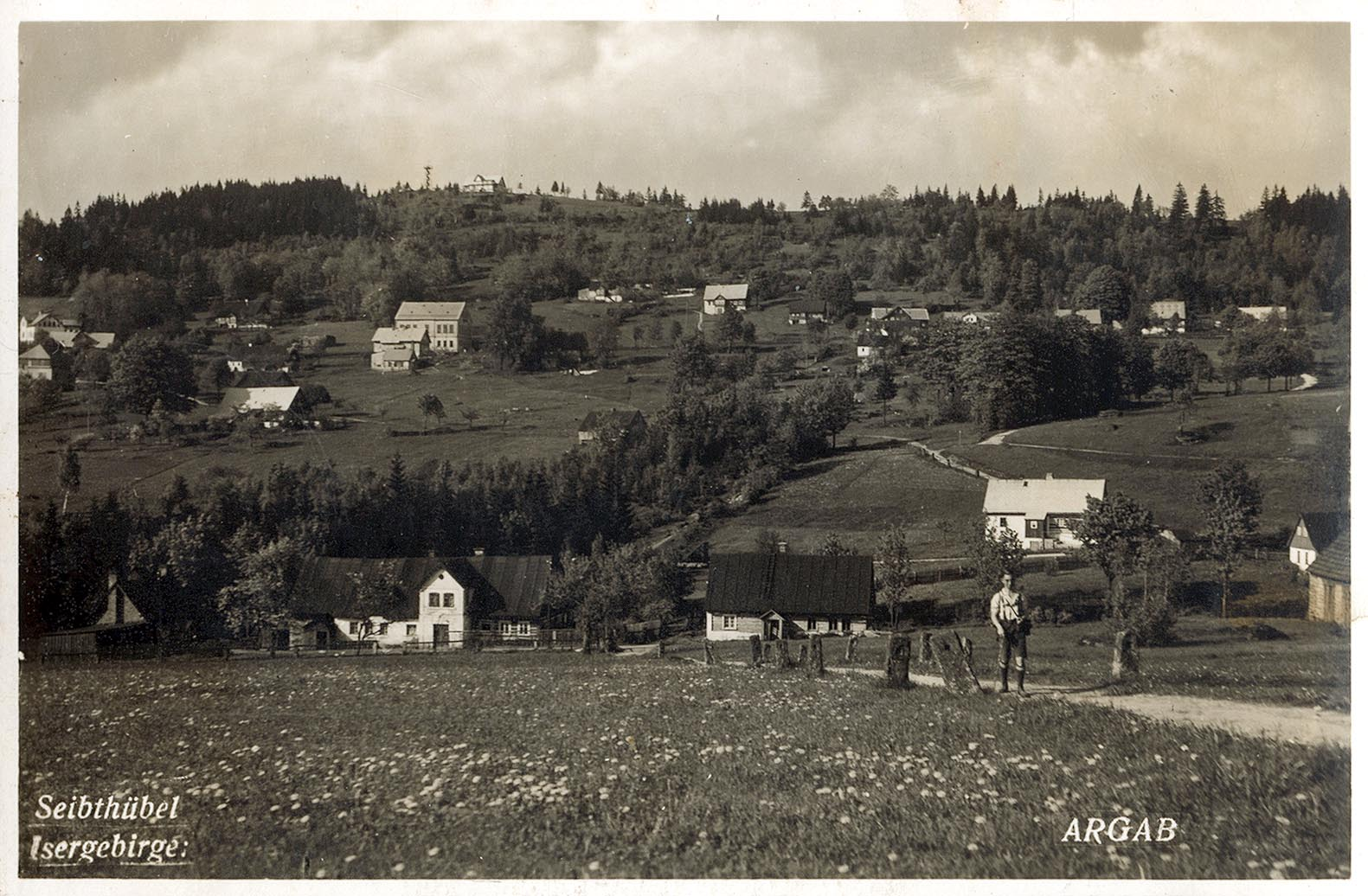
Ober Maxdorf mit Seibthubel

Obyvatelé Maxova nacházeli obživu nejprve v zemědělství, pěstovali obilniny, zelí a len, chovali pár kusů hospodářských zvířat a sklízeli pro ně seno, pracovali v lesích, vyráběli louče, těžili rašelinu. Obrovským přínosem bylo počátkem 19. století zavedení pěstovaní brambor. Do té doby spočíval jídelníček horalů téměř výhradně v pokrmech připravovaných z obilnin. Len se tady dále zpracovával, lámal se, předl a tkal. Lněné plátno pak bylo speciálními postupy běleno na tzv. bělidlech. Domácké tkaní lenu však ve 40. letech 19. století postupně zaniklo, protože byly vynalezeny stroje nahrazující ruční práci. Od konce 18. století se tady kromě zemědělství začalo rozvíjet sklářství. Bylo to hlavně domácké mačkaní knoflíků a jiných drobných výrobků, v mnoha domácnostech se sklo brousilo, stříhalo, drtilo se na skelný prach a vyráběli se skleněné perle. V té době tu byla postavena celá řada mačkáren, z nichž několik je tu k nalezení dodnes. K brusírnám byla přiváděna voda v náhonech, které jsou rovněž tu a tam patrné, stavěli se malé vodní nádrže. Obchodníci se sklem odtud vyjížděli do širokého okolí. I když sklářství přineslo do zdejšího kraje značně zlepšení životní úrovně, nemohlo se stát zárukou trvalého blahobytu.
A tak se střídaly lepší časy se špatnými. Obyvatelé byli poměrně pravidelně postihováni špatnou úrodou; vždyť zdejší drsné klima nebylo zemědělství nijak nakloněno. K neúrodným letům patřily roky 1770 až 1772, jako bědný byl pak označován rok 1817. Po požehnaném a úrodném roku 1841 nastala naopak strašlivá nouze v letech 1843 až 1847. Lide přišli v důsledku úpadku o téměř veškeré možné příjmy a k tomu všemu se ještě začal šířit bramborový mor. Vykopané hlízy byly černé anebo skvrnité a stávaly se nepoživatelnými. Některé byly hned po sklizni zase zakopány, ti nejchudší je přesto znovu vykopávali, aby se jimi mohli uživit. Bída doháněla zdejší lidi k žebrotě. V nejhorších časech se v takové zoufalé situaci ocitl každý čtvrtý obyvatel Maxova. Jakoby z Boží milosti přišel úrodný rok 1847, který obyvatelům konečně přinesl úlevu. Kronikáři uvádějí, ze maxovští si ve víře v boží pomoc půjčovali peníze na sadbu, rozmohl se tu však natolik polní pych, ze málokdo byl ušetřen krádeže právě zasazených brambor.

### Další rozvoj obce

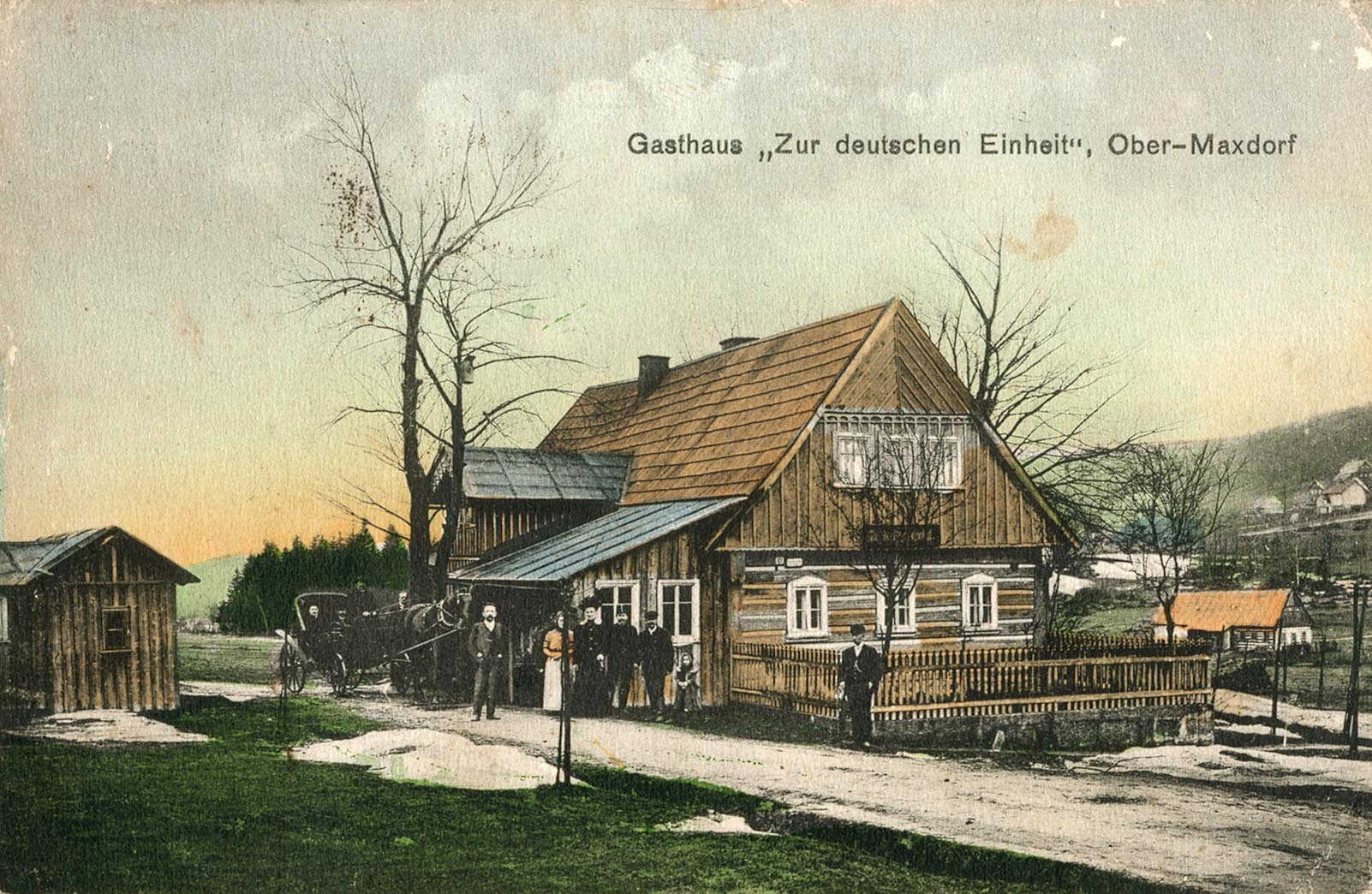
Hostinec Zur deutschen Einheit

S rokem 1697 je spojena zmínka o prvním maxovském rychtáři Christophu Schallerovi, který zemřel v roce 1723. Z té doby prý pocházel tzv. „jurament“, symbol rychtářského práva, ukazován v Maxově ještě v první polovině 20. století. Byla to asi 50 cm dlouhá hůl o průměru 4 cm, která byla potažena zbytky kůže a byla pobita hřeby. Počáteční rozvoj Maxova nebyl nijak rychlý, kolem roku 1719 zde bylo usazených asi patnáct osadníku. Avšak v roce 1720 se uvádí již 40 majitelů gruntů a 12 domkařů. Když bylo v Maxove v roce 1770 provedeno první číslovaní domů, napočítali tady 104 stavení. Do roku 1800 se jejich počet zvýšil na 160, a v roce 1899 zde stálo 358 domků a chalup. Ovšem pak docházelo již k úbytku obyvatelstva. V roce 1902 žilo v Maxove 1205 lidi, v roce 1921 jich bylo 1006 a v roce 1939 jen 917.

### Vývoj počtu obyvatel Maxova od roku 1719 do roku 2012 (přibližně)
| 1719 | 1720 | 1770 | 1800 | 1899 | 1902 | 1921 | 1939 | 2012 |
| ---- | ---- | ---- | ---- | ---- | ---- | ---- | ---- | ---- |
| 15   | 200  | 450  | 800  | 1400 | 1205 | 1006 | 917  | 138  |

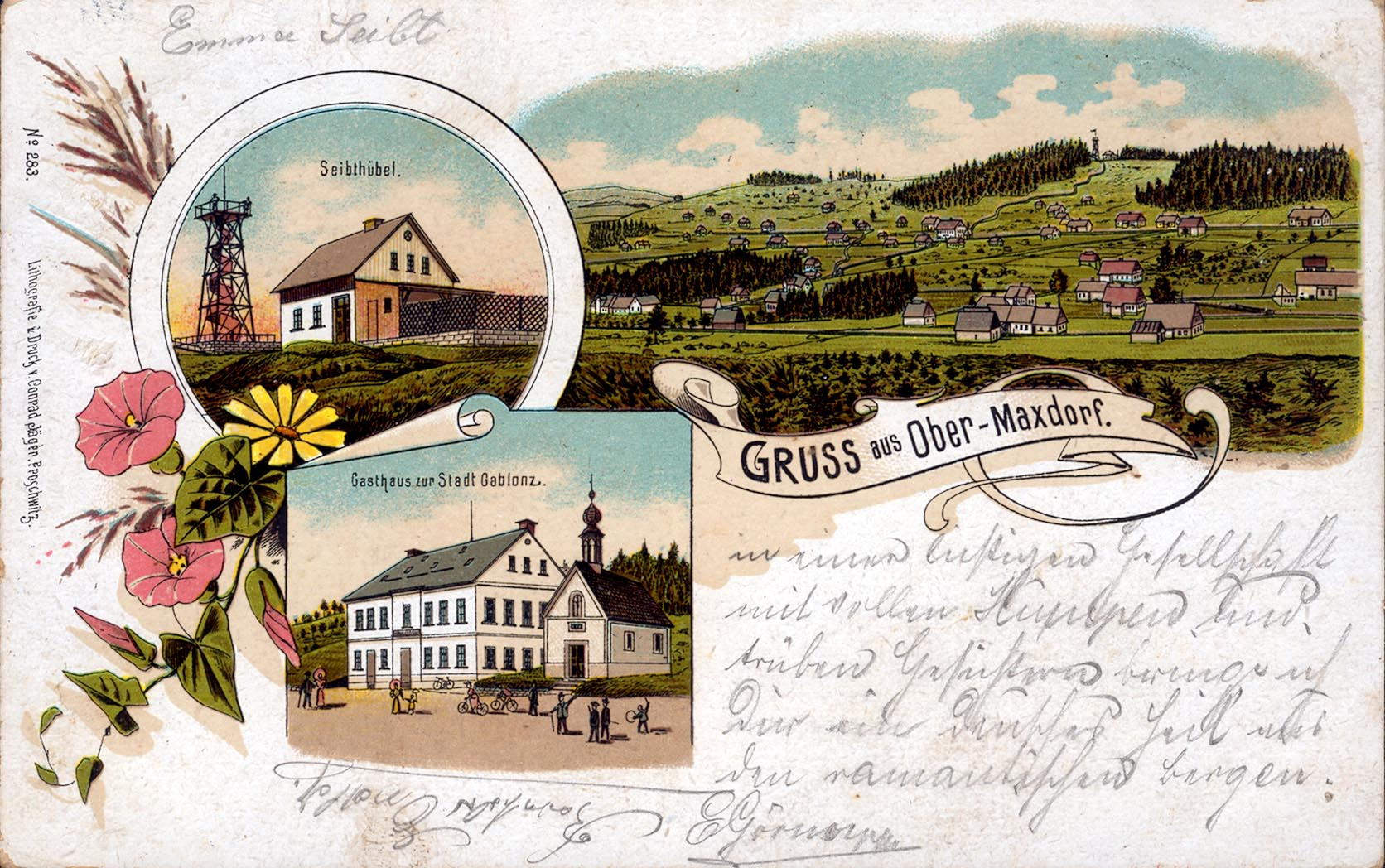
Horní Maxov a Slovanka

Roku 1850 začali mít maxovské děti možnost celoročně navštěvovat školní vyučovaní. Předtím se učilo jen v létě, a to pouze na výpomocných školách. V roce 1862 si maxovští postavili první “starou školu”. O její vybudovaní se zasloužil zejména maxovský starosta Anton Seibt (s výše zmíněným shoda jmen). Přízemní roubené stavení zde nalezneme ještě dnes; je využíváno jako rekreační zařízení a stojí u hlavní silnice před restaurací U Hrocha. Přes dvacet let se vyučovalo zde, pak však stará škola nedostačovala kapacitou. Proto bylo v letech 1884 až 1885 přikročeno ke stavbě nové, kamenné školy. Kronikář A. Lilie uvádí, že škola byla čtyřtřídní a v roce 1895 ji navštěvovalo 116 chlapců a 124 děvčat. Není proto divu, že v roce 1897 musela být zvětšena přístavbou. Na zdejší škole se vystřídala řada kantorů, mezi nimiž i některé zajímavé osobnosti. Učil tady například hudební skladatel a vlastivědný badatel Fidelio Finke st. (1860–1940), dále spisovatel a básník Adolf Wildner (1882–1966) a také spisovatel Josef Meissner, zakladatel muzea ve Smržovce a autor mnoha seriózních vlastivědných pojednání. Škola v Horním Maxově byla definitivně uzavřena počátkem šedesátých let minulého století.

### Dělení obce a doba katastrálního vyměřovaní
Do roku 1827 tvořil Maxov, Karlov a Josefův Důl jedinou, a značně rozlehlou enklávu. Toho roku byly obce odděleny a za hraniční čáru byla stanovena řeka Kamenice. Po tomto odtržení byl prvním maxovským rychtářem ustanoven Andreas Böhm z Lučan. Do roku 1949 byli totiž rychtáři dosazováni vrchností, a až od té doby stáli v čele obci volení představitelé. Prvním maxovským starostou byl zvolen Cölestin Nachtmann. S platností od 1. ledna 1899 se Maxov znovu rozpadl, tentokrát na Horní a Dolní Maxov. K mnohem rozsáhlejšímu Hornímu Maxovu náležel i Karlov. Od roku 1899 byl tedy Horní Maxov samostatnou obcí až do roku 1960, kdy byl přičleněn k obci Lučany nad Nisou a Karlov k Josefovu Dolu. Prvním starostou samostatného Horního Maxova byl v roce 1899 zvolen Anton Seidel, úřadující i v době nerozděleného Maxova, od roku 1892.
Velké pozdviženi a rozruch přineslo do obce katastrální vyměřování. Přípravy k zaměřování obecních hranic byly započaty v srpnu roku 1840, kdy na vyznačených místech byly vztyčovány dřevěné signální body, tzv. pyramidy. O rok později pak geometr za přítomnosti několika vojáků prováděl triangulaci. Vytyčení obecních hranic bylo zakončeno v roce 1842 schůzkou početné komise v terénu. Na místech, kde se stýkaly hranice tři obcí, byla na kamenech vyznačena počáteční písmena jejich názvů. Jeden z takových se měl nacházet například na Bukové a písmena M. W. G. označovala obce Maxdorf (Maxov), Wiesental (Lučany) a Georgental (Josefův Důl). To ovšem nebyl obecním útrapám konec, jelikož následovalo vyměřovaní jednotlivých pozemků. Vše skončilo až v červenci roku 1843, kdy byli svoláni obyvatelé Maxova a Karlova do obecní místnosti, a každému vlastníkovi byl na mapě ukázán jeho grunt. Zmíněné útrapy spočívaly hlavně v tom, že veškeré náklady na vyměřovaní nesla obec. Všechen personál musel být ubytován, povinně mu byla poskytnuta strava, materiál i řada pomocníků.

### Přelom 18. a 19. století

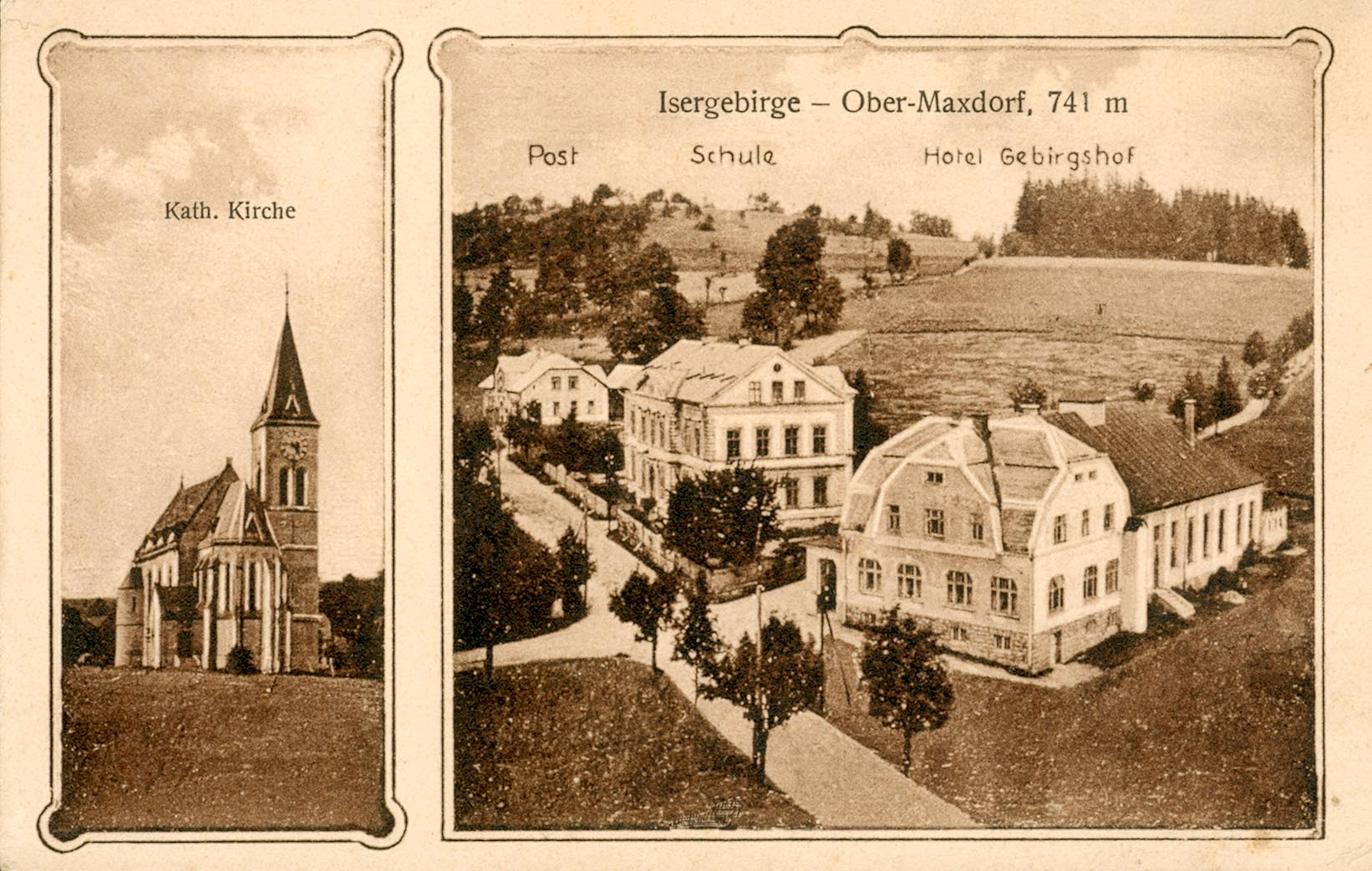
Horní Maxov

Největší rozmach Horního Maxova nastal na přelomu 18. a 19. století. Již roku 1890 si maxovští pořídili hřbitov, který byl za účasti místních spolků a obyvatel otevřen toho roku o Dušičkách. Pro život obce bylo též důležité zřízení vlastní pošty, která byla postavena v sousedství školy v roce 1902. Dnes patří vkusně opravená budova k Ústavu sociální péče. Kolem roku 1910 dal Wilhelm Tandler postavit známý maxovský hotel s velkým sálem a nazval ho Gebirshof am Jubilaumpark (Horský dvůr u jubilejního parku). Současné pojmenovaní tohoto objektu “U Toníčka” připomíná rozverného hostinského Antona Fritscheho, který zde dlouhá léta roznášel pivo a svým neotřelým humorem si získával štammgasty.
Jubilejní park byl založen v roce 1908, kdy v celé monarchii probíhaly oslavy 60. výročí panování císaře Františka Josefa I. V parku byl 16. srpna toho roku vztyčen žulový, čtyři metry vysoký obelisk. Po vzniku ČSR byl pomník přeměněn na památník obětí světové války. Jeho torso stojí před Ústavem sociální péče dodnes. Zásadní změnu života v obci přinesla elektrifikace, která byla provedena v roce 1918. O obchodním ruchu v obci jistě svědčí i to, že zde ve dvacátých letech byla naproti zmíněné pošty postavena pobočka spořitelny Raiffeisen. Pod Slovankou, u bývalé kapličky Bolestné Panny Marie stával takzvaný Vereinsheim – Spolkový dům. Byl v něm velký sál, parket, a balkón s galerií; sídlil tady i kadeřník. Tento objekt sloužil místním spolkům, jichž bylo v Maxově v té době kolem dvacítky. Tady spolky pořádaly tolik oblíbené bály a veselice. Po roce 1945 zde noví “hospodáři” skladovali na sále seno a počátkem 60. let byl zdevastovaný objekt odstraněn.

### Období mezi světovými válkami
Po útrapách, které sebou přinesla světová válka, přišlo počátkem dvacátých let i do Jizerských Hor období přechodné sklářské konjunktury. Byly to zejména skleněné náramky zvané bangle, na než se tady lepily úlomky zrcátek, a které se pak vyvážely až do daleké Indie. Byly tam natolik žádaným artiklem, že přinesly do Horního Maxova lepší časy. V těch dobách provozovali v Horním Maxově své živnosti pekaři, řezník, kadeřník, krejčí i švec. Byly tady tři obchody se smíšeným zbožím a také cukrář Predinger, který ve čtvrtek a pátek pekl, a v dalších dnech rozvážel po okolí. Na Rovném potoku se dodnes nachází malý rybník. Je teď obklopen močálem a zarůstá křovím, ale dříve byl udržovaný a děcka se v něm tady ráda koupala. Hned vedle bývalo i sportovní hřiště. Pak již přišlo období Velké hospodářské krize. Zdejší obyvatele ten čas nepostihl tak krutě, neboť téměř u každého domu bylo hospodářství s domácími zvířaty a tím byl zajištěn alespoň základní zdroj obživy.

### Po roce 1945

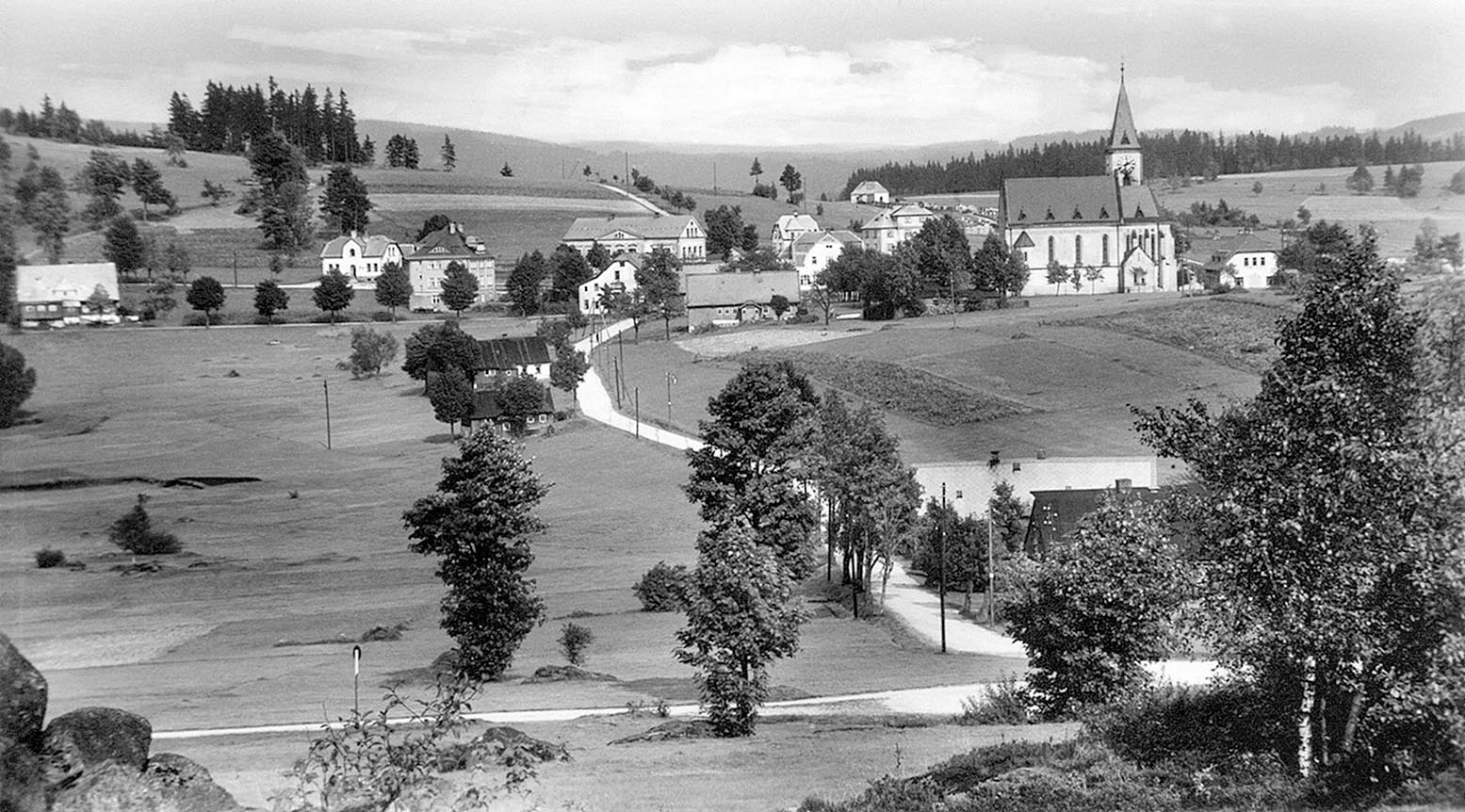
Po roce 1945

Konec druhé světové války zaznamenal zásadní zlom. Většina obyvatel musela odejít, zůstat směli jen antifašisté, sklářští odborníci, a rodiny, kde alespoň jeden z manželů byl české národnosti. Přesto ještě dlouho po roce 1945 bylo možné setkat se s početnými starousedlíky hovořícími německy. V souvislosti s ekonomickými změnami a s odchodem lidí zanikla drobná průmyslová výroba, obchůdky byly natrvalo uzavřeny, život v Maxové se na delší čas jakoby zastavil. Mnoho domku zůstalo opuštěno, nově příchozí o ně neměli zájem. V padesátých letech byla řada neobydlených stavení strženo. K záchraně mnohých původních stavení přispěl až rozvoj rekreace a chalupaření.
Jestliže do roku 1945 bylo zemědělství v Horním Maxově spíše doplňkovým zdrojem obživy, ve druhé polovině 20. století nabylo na významu. Za působnosti lučanského družstva Chovatel se Horní Maxov stal poměrně významnou pastvinářskou obcí. Byly zde postaveny přízemní stavby odchovny telat, senážní zásobníky, stála zde i administrativní budova. Po roce 1989 zemědělské družstvo zaniklo. Od roku 1985 do roku 2003 byla v Horním Maxově ohrada jelenů.

## Památky

### Římskokatolický kostel Božského Srdce Páně

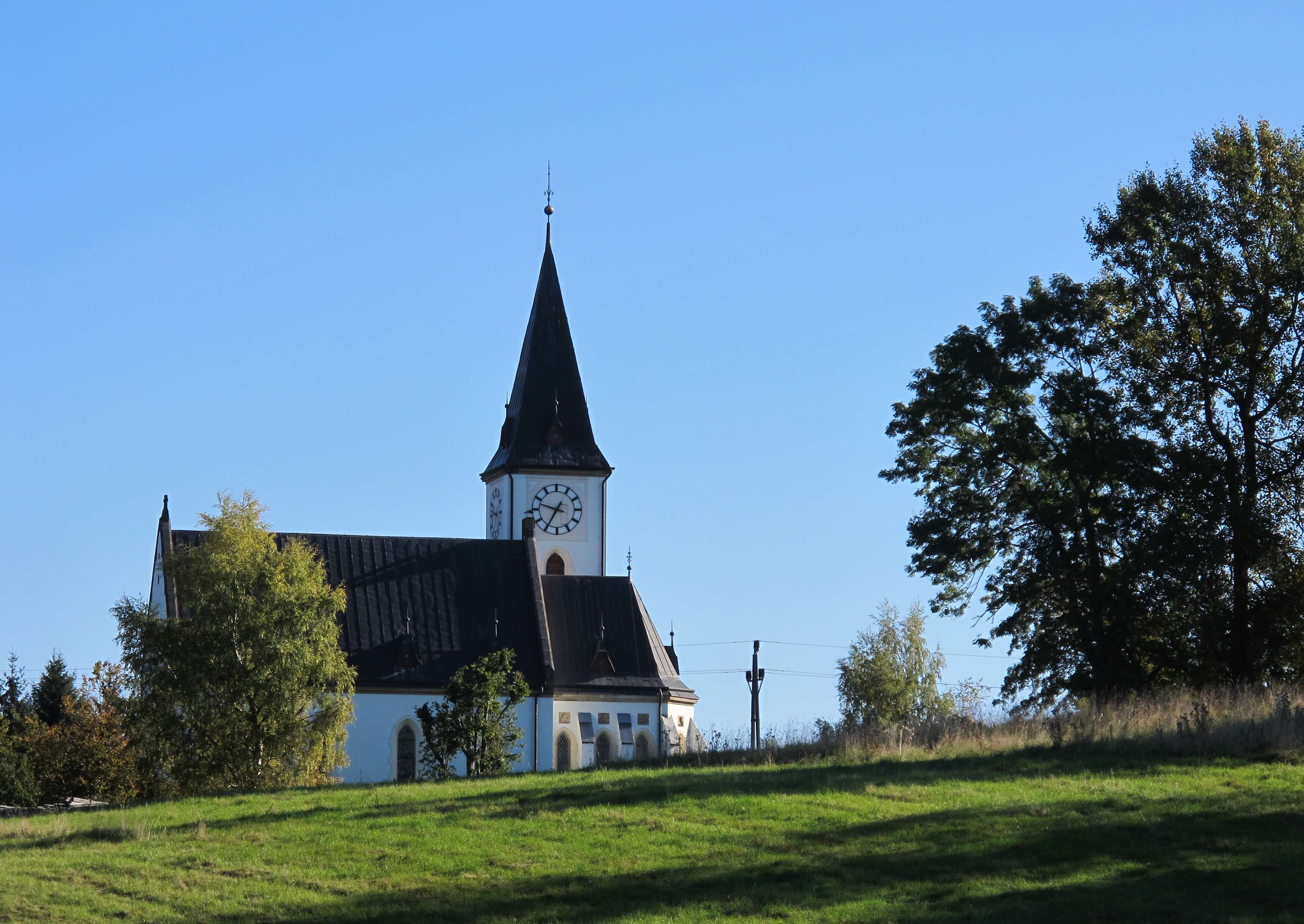
Maxovský kostel Božského Srdce Páně

Již na přelomu 19. a 20. století si obyvatelé Maxova přáli mít v obci vlastní kostel, a za tím účelem vytvořili spolek pro výstavbu kostela. Jejich touha mohla být naplněna až o deset let později. Stavbu svěřili staviteli Josefu Turnwaldovi. V roce 1910 byl kostel nákladem 91 000 Korun dokončen. Vysvěcení zvonů se uskutečnilo 2. srpna a 1. listopadu 1910 litoměřickým biskupem Josefem Grossem. Autorem vnitřní výzdoby je známý frýdlantský řezbář Josef Klindermann. Hlavní oltář je zasvěcen Božskému Srdci Páně a jeho součástí je i skříňka s ostatky svatého Benedikta a svaté Verekundy. Dále se zde nacházejí dřevořezby Klanění pastýřů, Ukládaní mrtvého Krista a plastiky svatého Petra a Pavla, které zdobí hlavní oltář. Boční oltář se sochou Panny Marie s Ježíškem v náručí by vysvěcen 22. března 1926 hradeckým biskupem Karlem Kašparem. Kostel je postaven v pseudogotickém slohu, na výstředně umístěné věži jsou na všech čtyřech stranách instalované věžní hodiny. Veliký skleněný lustr je dokladem mistrovské práce sklářů zdejšího kraje. První zvony nezvonily bohužel příliš dlouho, protože byly roztaveny během první světové války. Nová sada zvonů, které darovali manželé Schölerovi z Josefova Dolu, byla opět vysvěcena 4. října 1925. Ani ty nezůstaly zachovány až do dnešní doby, protože byly zase rekvírovány pro válečné účely. Mezi lety 1999 až 2006 byl kostel plně zrestaurován a opraven. Byl také opatřen novými zvony, jejichž zvuk dnes zní Maxovem vždy ve 12 a 18 hodin. Každou neděli v 15 hodin se v kostele koná mše svatá.

### Kaple Bolestné Panny Marie a křížová cesta
Při úpatí Slovanky (Seibtova vrchu) míjí dnešní silnice malou kapličku zasvěcenou Bolestné Paně Marii. Kapli dal postavit na své náklady místní občan Anton Seibt v roce 1827. Šlechetný Seibt použil prostředky nastřádané jako věno pro svou dceru, která podlehla vleklé nemoci. V kapličce byl umístěn oltářní obraz panny Marie, na střeše bývala zvonička. Snad o něco později byla zřízena také Křížová cesta, která směřovala od kapličky přes Seibtův vrch k lesní Seibtově studánce. Křížová cesta ze žulových sloupů byla vysvěcena 11. srpna 1840 farářem Petrem Junem. Poničené žulové sloupy byly rekonstruovány v roce 2013. Na obnově se podílely Lesy ČR, Liberecký kraj, Lučany nad Nisou a spolek Patron.

### Brechšmídova kaplička

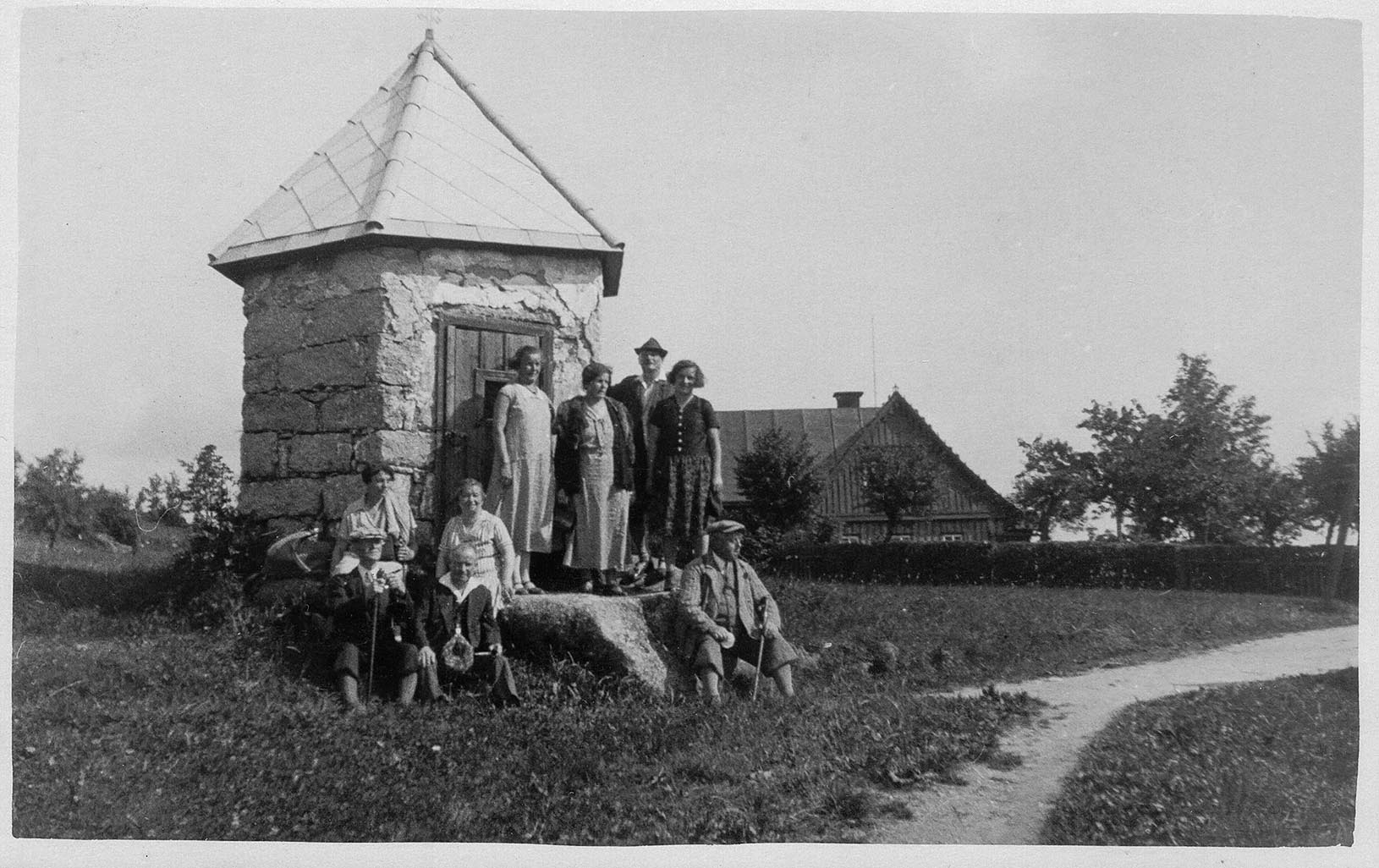
Brechkapelle

Při staré cestě do údolí Kamenice stoji v Horním Maxově malá, šestiboká kaple, postavená z lomového kamene. Vlastivědy se o ní téměř nezmiňují, nepodařil se vypátrat ani rok jejího vzniku. Pověsti ji spojují s bájným Brechšmídem, zdá se však, že původní název Brechkapelle je spíše odvozen od přezdívky vlastníka sousedního pozemku, kterému místní obyvatelé říkali Brechaton. Pověst vypráví, že kaplička byla postavena proto, aby zapuzovala ďábla. S čertem zapletený Brechšmíd tu měl obcházet a strašit i po své smrti, a to až do doby, než bude jeho duše vykoupena smrtí nevinného dítěte. To se prý stalo v roce 1863, když se kamenný blok sesul v tzv. Čertově komoře na nebohého synka drvoštěpa Augustina Sedláka. Známou Čertovu komoru nalezneme pod vrchem Bukové, poblíž značené cesty. Kaplička stojí těsně vedle zelené turistické cesty vedoucí z Horního Maxova do Josefova Dolu. Problém je v tom, že v nových turistických mapách je zelená turistická cesta vedena v dotyčném místě po silnici a kapličku mine. Kaplička leží u zelené turistické cesty podle starších map, kdy zelená uhnula ze silnice.

### Slovanka

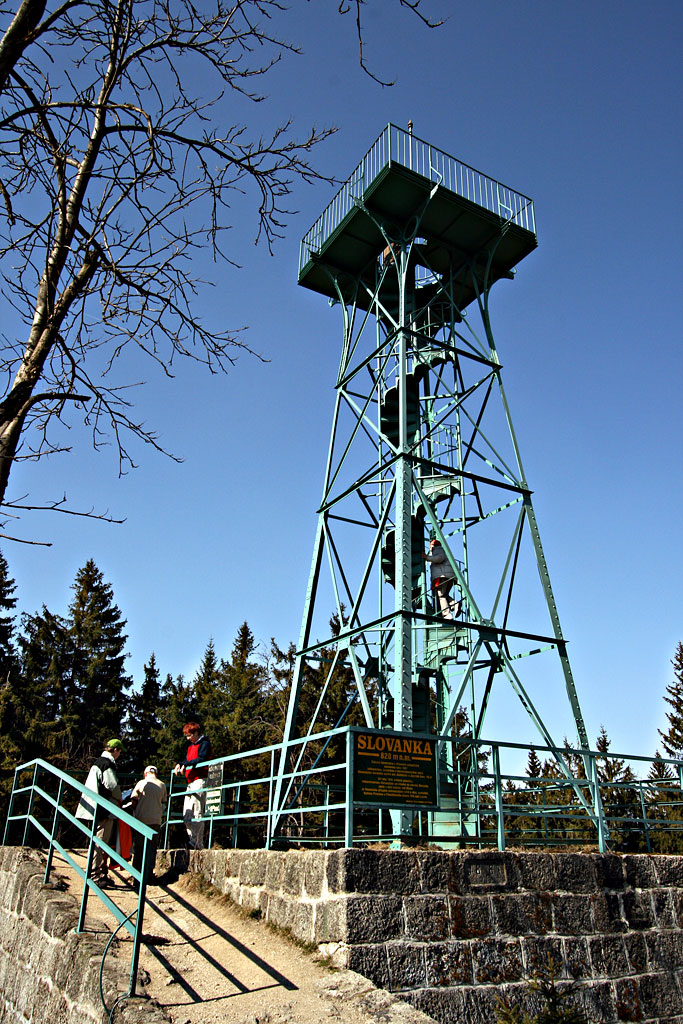
Slovanka

Roku 1887 se jablonecká, janovská a hornokamenická sekce Horského spolku dohodly na výstavbě rozhledny na Seibtově vrchu. Protože stavební parcelu jim majitel vrchu, pan Seibt, poskytl bezplatně, zbývalo jen vybrat vhodný projekt. Zvítězil návrh zakoupit od vídeňské firmy Waagner jedenáctimetrovou litinovou konstrukci, která byla vystavena na výstavě pořádané ve Vídni. Slavnostní otevření rozhledny se konalo 14. srpna 1887 a zúčastnilo se ho na 5000 návštěvníků.
Až do druhé světové války byla rozhledna udržovaná, poté se již údržba zanedbávala. Konstrukce postupně až se roku 1997 stala nepřístupnou. Záchranu pro ni znamenalo vyhlášení technickou památkou roku 1999 a založení občanského sdružení na její záchranu. Díky finančním příspěvkům od různých dárců byla rozhledna restaurována a 5. července 2000 znovu otevřena. Rozhledna Slovanka je nejstarší železnou rozhlednou v České republice.

### Kulturní památka, chalupa čp. 48

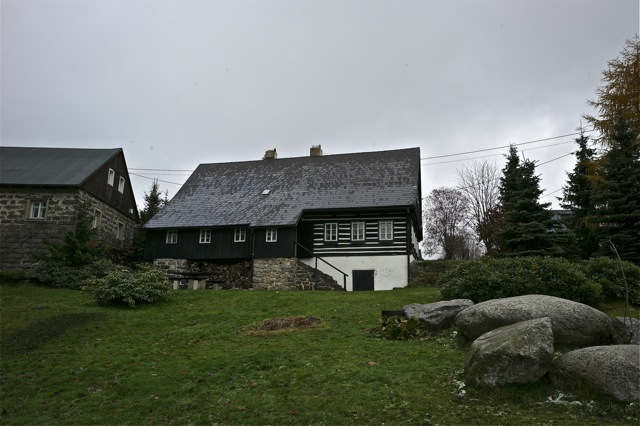
Chalupa čp.48

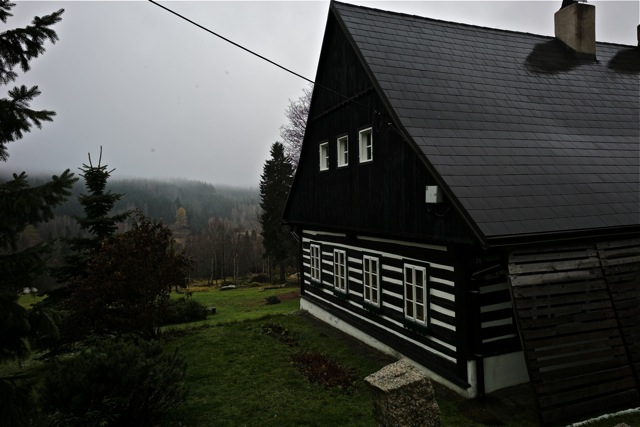
Chalupa čp.48

V Horním Maxově se nachází roubená venkovská usedlost čp.75/48, která je dochovalým příkladem původní jizerskohorské lidové architektury. Tato horská chalupa je kulturní památkou České republiky č. 26857/5 - 4799 zapsanou dne 3. května 1958. Díky citlivé rekonstrukci a péči současného majitele je chalupa ve výborném stavu.

## Přírodní poměry
Obydlená území jsou povětšinou v těsné blízkosti silnice. Nad silnicí jsou na straně Maxovského hřebenu rozsáhlé louky, nabízející krásné výhledy jak na vnitrozemskou stranu (Ještěd, Bezděz a České středohoří), tak i na Jizerskohorské hřebeny, česko-polské pohraničí a na vrcholky Krkonoš. Na jednom vrcholu Maxovského hřebene (nad chatou Yetti) je tzv. Dačův kámen: žulový monolit uprostřed louky nabízející nádherný výhled na Ještěd. Na druhé straně údolí (vrchy Bramberk a Krásný) jsou rozsáhlé smrkové a smíšené lesy.

### Přírodní rezervace Malá Strana

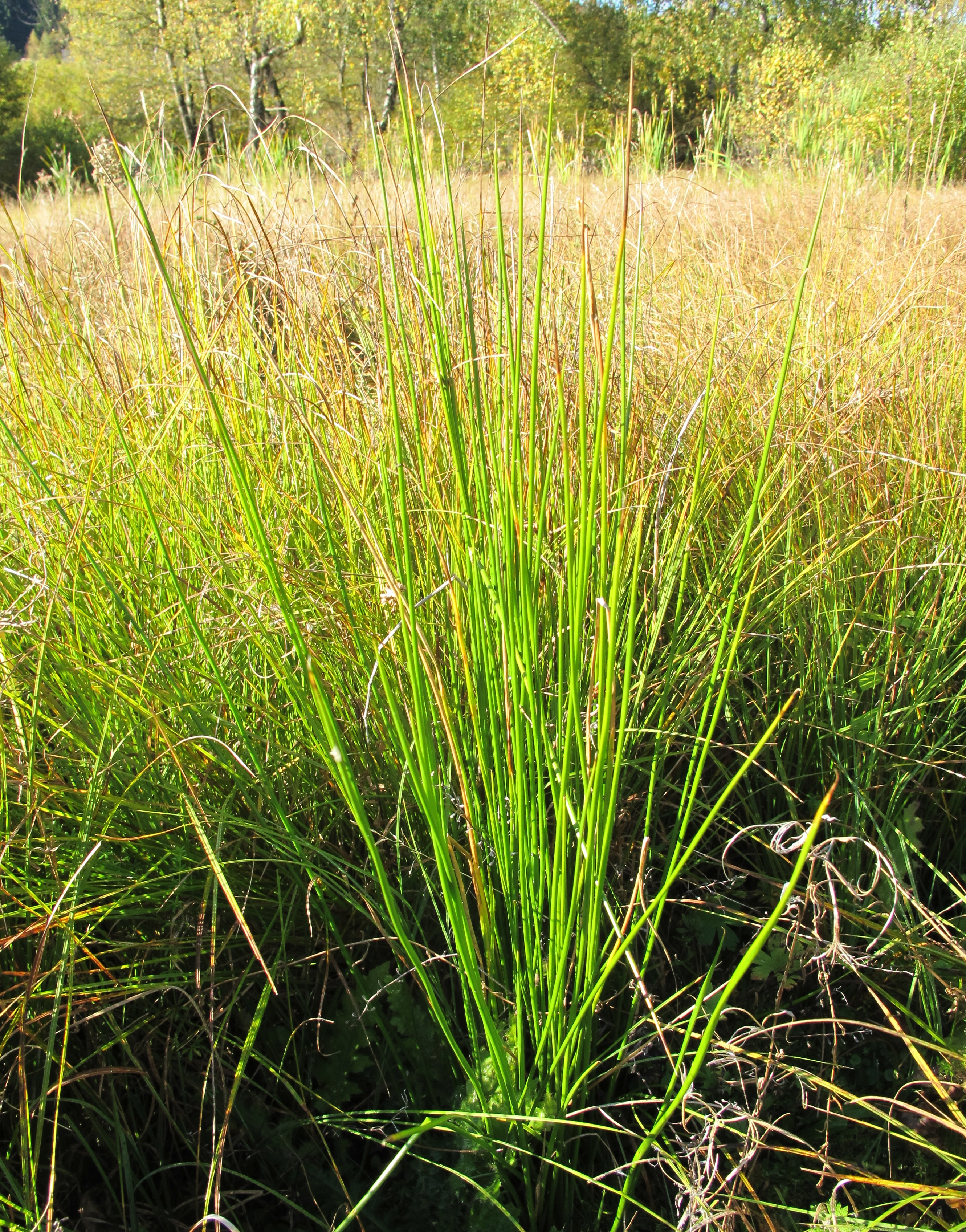
Přírodní rezervace Malá Strana

V údolí uprostřed Horního Maxova se prostírá Přírodní rezervace Malá Strana. Jedná se o rašelinné louky ohraničené silnicí z Horního Maxova do Janova a místní komunikací procházející částí zvanou Malá Strana.
Jelikož se jedná o nejzachovalejší a nejrozsáhlejší komplex mokřadních luk na obvodu Jizerských hor, byla zde v roce 1994 vyhlášena přírodní rezervace Malá Strana. Na ploše 28 hektarů je chráněno přírodovědecky hodnotné území, jež se rozkládá na obou stranách Rovného potoka. Ve spodní části rezervace byla vybudována jedna z vodních nádrží, pomocí které byla v níže položených výrobnách překlenována kratší období s nedostatečným průtokem vody. V současnosti je rybník zarostlý a do značné míry splynul s okolní krajinou.
Malá Strana je výjimečná mimořádným druhovým bohatstvím. Bylo zde evidováno na 280 druhů vyšších rostlin, z nichž řada patří mezi druhy v Česku velmi vzácné či ohrožené. Pouze na tomto místě v Jizerských horách se například vyskytuje několik exemplářů všivce bahenního. Zatímco na rašeliništích centrální části Jizerských hor je celkem běžná masožravá rosnatka okrouhlolistá, tady roste jen v nepatrné populaci. K dosti hojným druhům zde patří tuzemské orchideje – prstnatec májový a prstnatec Fuchsův, vzácná je naopak pětiprstka žežulník nebo vemeník zelenavý. Na suchých místech roste též léčivá, žlutě kvetoucí prha arnika.
Malý rybník je domovem obojživelníků, jako například čolka horského, skokana velkého a ropuchy obecné. Ze zajímavých ptáků zde hnízdí vzácná bekasina otavní, bramborníček hnědý a linduška luční.
Louky v přírodní rezervaci bývaly v minulosti s výjimkou podmáčených částí pravidelně obhospodařovány a v porevoluční době každoročně sečeny. Bohužel v současné době zarůstají rašeliniště Malé Strany náletovými dřevinami (vrby a olše) a Správa CHKO již neudržuje tyto louky pravidelným sečením jak tomu bylo dříve. Péče o louky PR Malá Strana tedy v současné době závisí na místních obyvatelích a dobrovolnících.

### Rovný potok
Nedaleko janovské sklárny Vitrum se do Bílé Nisy vlévá Rovný potok. Pramení v rašelinných loukách západní části Horního Maxova, odkud spěchá bez větších zákrut strmým údolím Velkého Semerinku. Příhodné jméno potoka má český původ a řadí se jen k několika místopisným názvům, jež v této oblasti nemají německé kořeny. Poprvé se vyskytuje již v roce 1591.
V době oživení sklářské výroby v 80. letech 19. století bylo údolí Rovného potoka zastavěno. Vznikla zde i celá řada mačkáren a brusíren skla, kterým bystřina dodávala potřebnou energii. Dodnes zde nacházíme pozůstatky této činnosti v podobě několika vodních nádrží a řady náhonů.

## Turistika
Horní Maxov je horským střediskem s velkým turistickým potenciálem. V letním období je zde možné podnikat cyklistické výlety po Jizerských horách (osada Jizerka 20 km, Orle (Polsko) 23 km, Nová Louka 10 km, Bedřichov 7 km, Liberec 20 km). Je možné zvolit si trasu podle obtížnosti a tak si zde přijdou na své jak profesionální cyklisté, tak rodiny s dětmi. Pro pěší túry do Jizerských hor je Horní Maxov ideálním počátečním bodem. V nedalekém (4 km) Janově nad Nisou je také bobová dráha.
V zimě je v okolí Horního Maxova možné lyžovat. V blízkém okolí jsou hned tři lyžařská střediska (Severák – 3,7 km, Bedřichov – 7,7 km a Tanvaldský Špičák 8,8 km na Špičáku). Z Horního Maxova je též možné se napojit na Jizerskohorskou běžeckou magistrálu, která Maxovem prochází. Jedná se o kilometry upravených běžeckých stop procházejících celými Jizerskými horami.
Ubytování v Horním Maxově je vhodné jak pro školní zájezdy a rodiny s dětmi, tak i pro rekreační zájezdy pro dospělé a sportovce. Ubytování zde poskytuje Chata Barborka situovaná v klidnější části obce s nádhernou okolní přírodou a dobrou dostupností. Dále je možné se ubytovat v Chatě "U Hrocha", která je zároveň i restaurací a je nedaleko náměstí u kostela.

## Doprava
Do Horního Maxova je možné se dostat autem po silnici z Horních Lučan do Janova nad Nisou. Dále je také možné dostat se sem linkovým autobusem Městské hromadné dopravy města Jablonce nad Nisou. Zajíždí sem celoročně autobusová linka 104 (Lukášov – Rýnovice – Autobusové nádraží – Paseky – Lučany nad Nisou – Maxov).

## O tajemném Brechšmídovi a o Čertově kovárně
Není přesně známo kde se Andreas Kunze (Brechšmíd) narodil, když jej ale 8. dubna roku 1700 křtili, darovali mu sudičky do vínku mimořádné nadaní a schopnosti. Poté, co dorostl, zdědil po svém otci kovářské řemeslo, brzy se však začal věnovat výnosnějšímu obchodovaní s plátnem. Dobré plátno muselo byt světlé, a proto si v místě později zvaném „Krümme“ upravil bělidlo plátna. Poblíž bělidla stála nejen zděděná usedlost, ale na kraji lesa se mezi sesutými skalami nacházela i nevelká jeskyně. Tu podnikavý Kunze, alias Brechšmíd, využil. Plátno připravované k bělení tady namáčel do kádí s roztokem louhu a vyvářel ho v kotlích. Byl zřejmě zdatným obchodníkem a stal se po čase velmi zámožným mužem. V roce 1738 se z Maxova odstěhoval, ale i pak se sem občas vracel. Andreas Kunze zemřel 22. srpna 1766.
Zdá se, že přídomek „Brech“ byl mezi zdejšími dosti obvyklý, neboť je spojen i se jmény jiných osob. Dle tradice tato přezdívka souvisela jednak se zpracováváním – lámáním – lnu (Breche je trdlice na zpracování lnu), jednak s kovářským řemeslem (Schmied). Dala by se ovšem vysvětlit i ve spojitosti s lámáním kamenů, které bylo třeba hojně rozbíjet a odstraňovat z pozemků. Pověst Brechšmídovi přisuzuje spolčení se samotným ďáblem. Snad k tomu přispělo původní kovářské řemeslo, často spojené s léčitelskými obřady, možná, že stačily jeho obchodnické úspěchy vedoucí ke značnému jmění. Mohly se o to přičinit i tajemně vyhlížející postupy spojené s bělením lnu. Jeskyně s vyvářkou a louhovnou byla později nazývána Čertovou kovárnou.

## Galerie

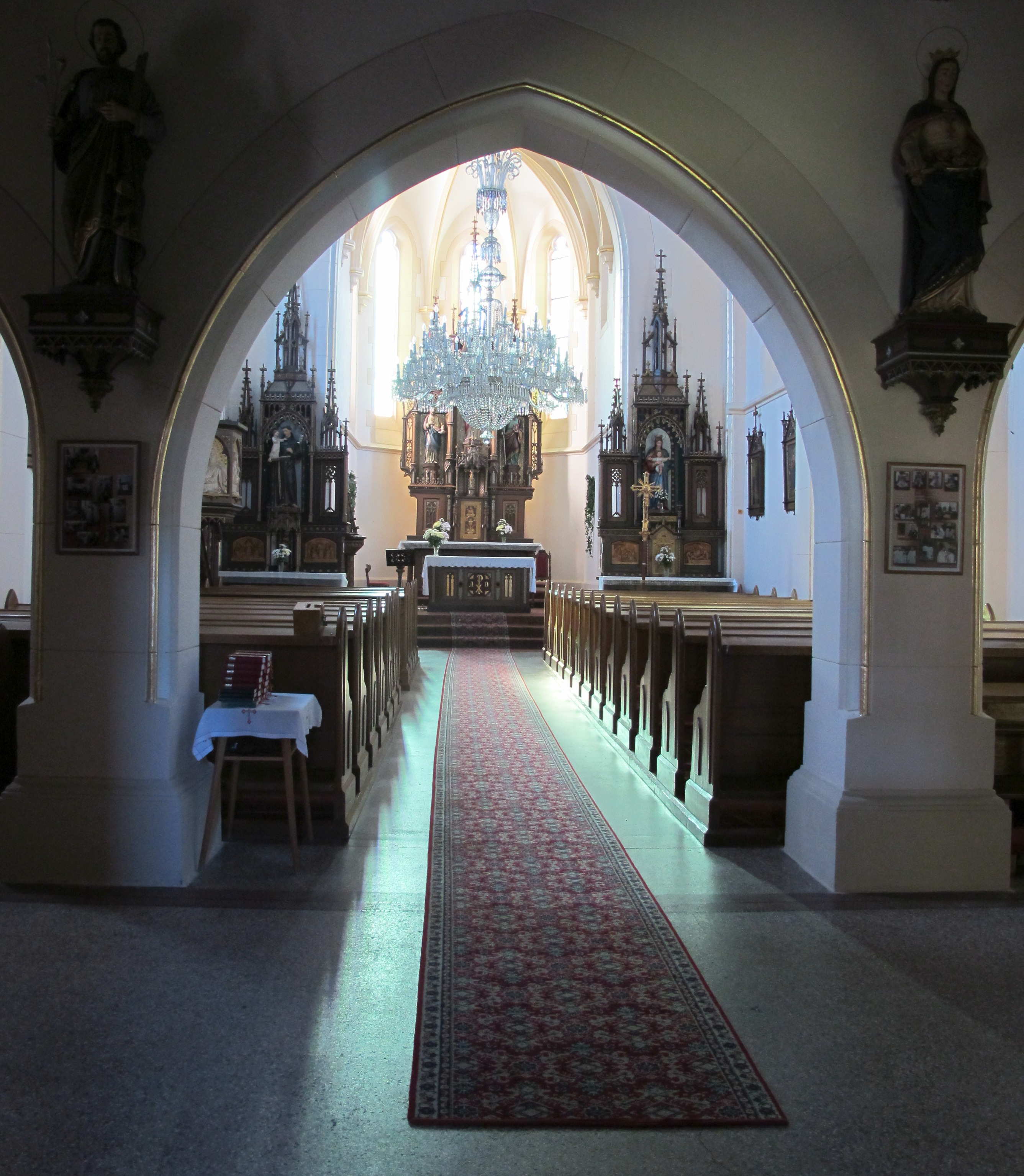
Interiér římskokatolického kostela Božského Srdce páně
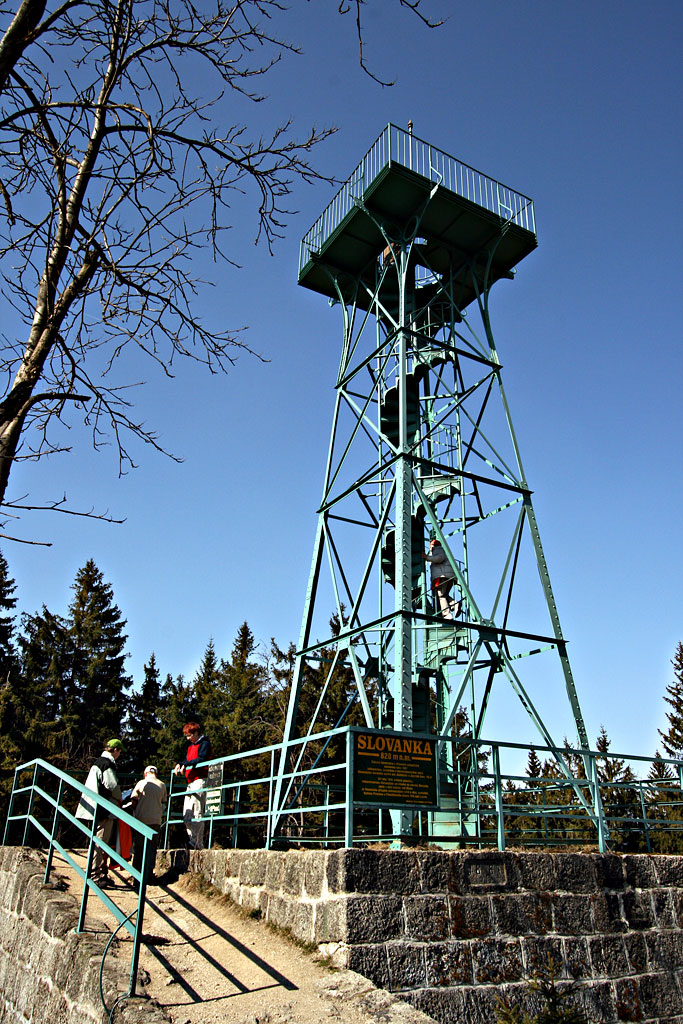
Rozhledna Slovanka
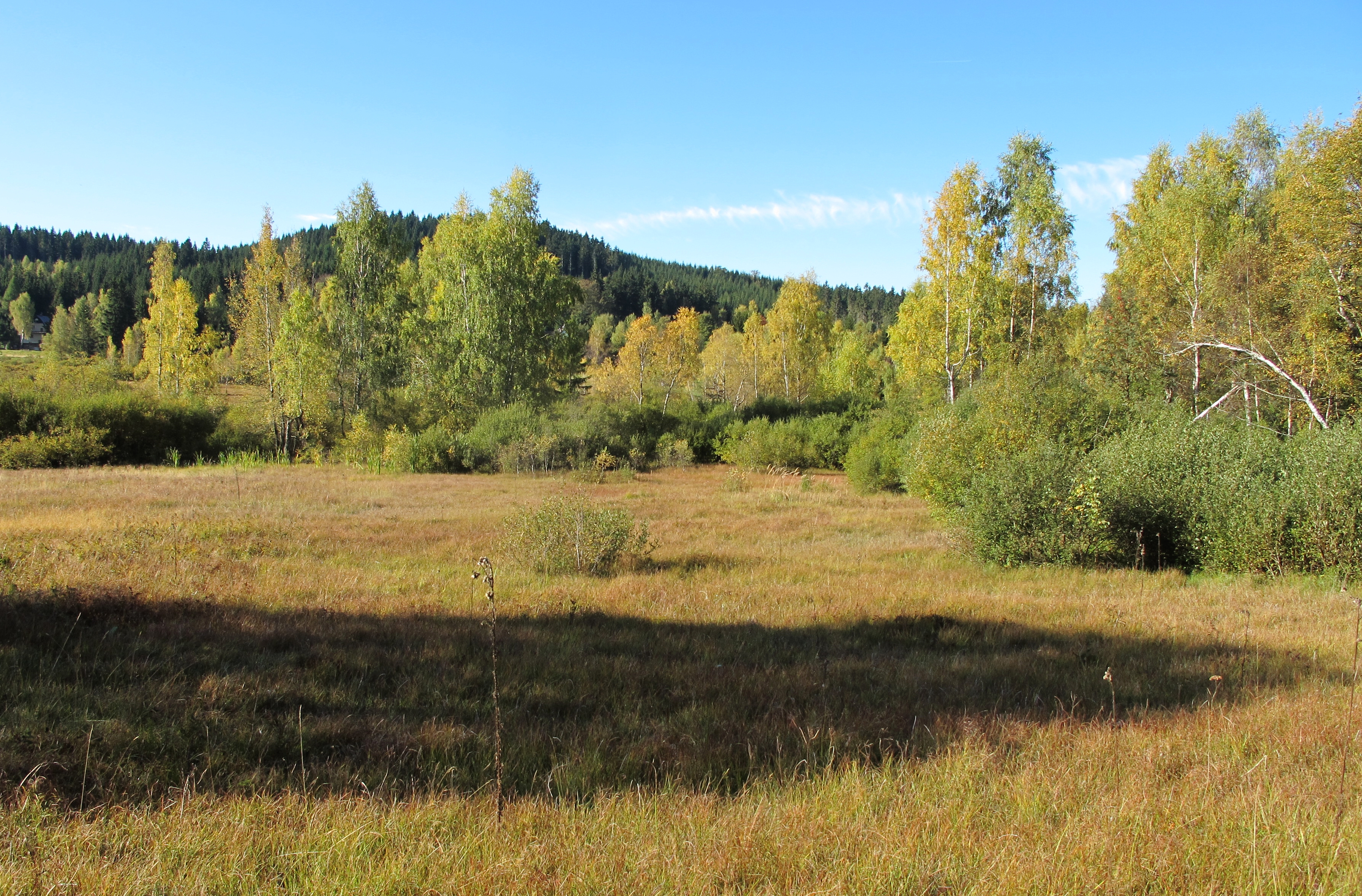
Přírodní rezervace Malá Strana
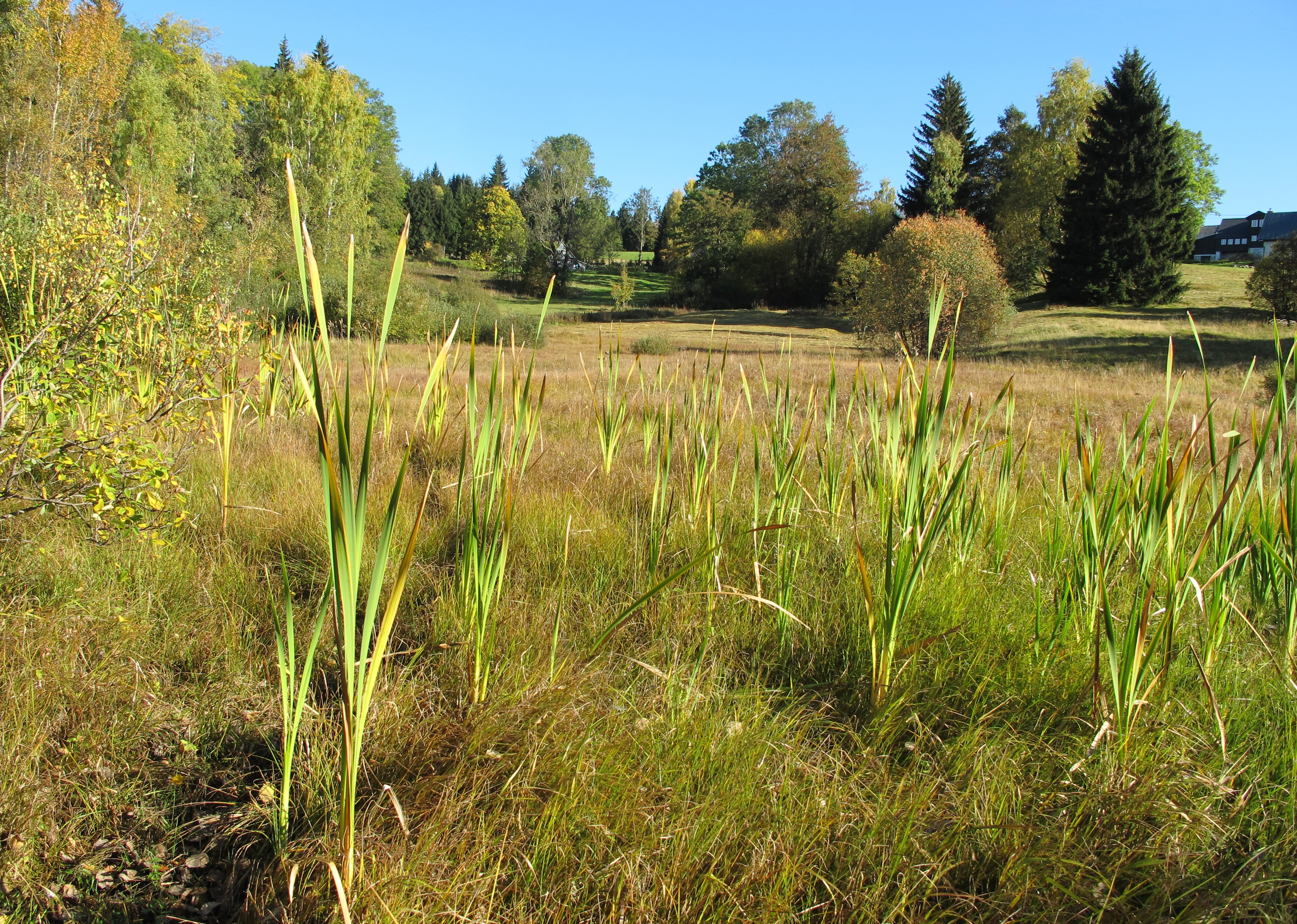
Přírodní rezervace Malá Strana
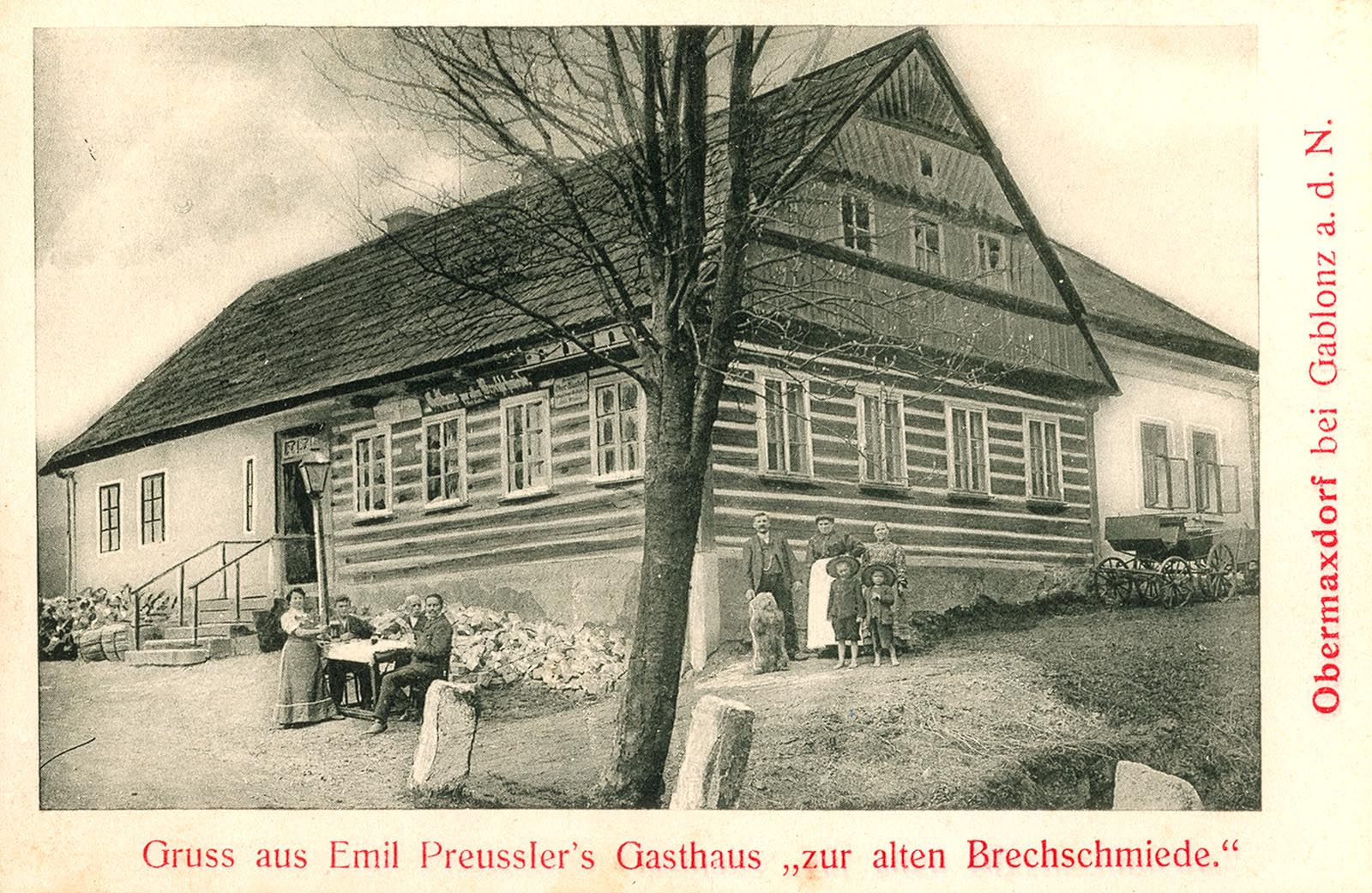
Hostinec Zur alten Brechsmiede
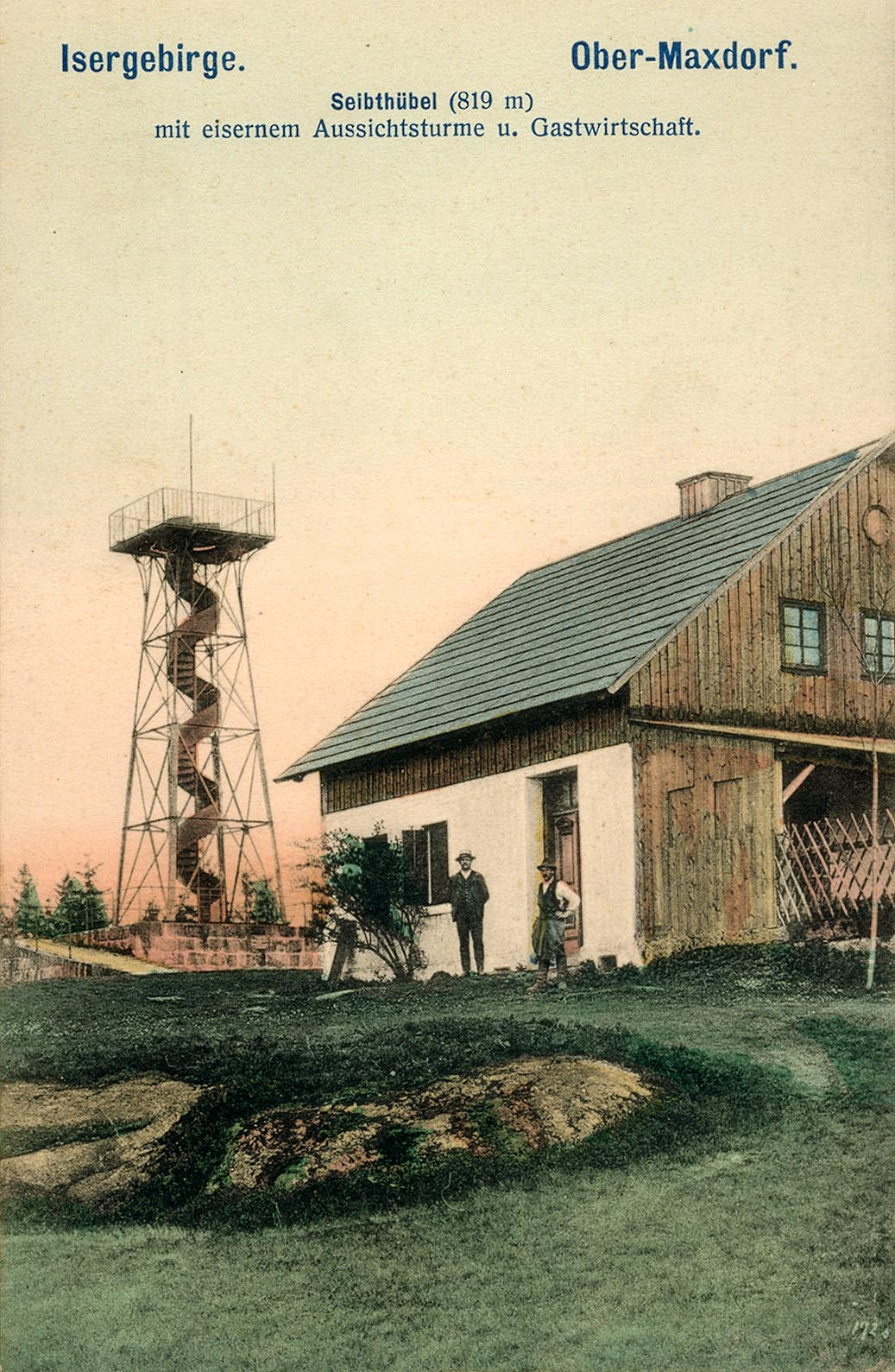
Slovanka